# Vilhelm Andersen
Vilhelm Rasmus Andreas Andersen, född 16 oktober 1864, död 3 april 1953, var en dansk litteraturhistoriker.

## Biografi
Andersen blev student 1882, bedrev studier i litteratur samt i klassisk och nordisk filologi i Köpenhamn, avlade Skoleembedsexamen 1888, erhöll universitets guldmedalj i nordisk filologi 1891, blev filosofie doktor 1896 och 1908 innehavare av den nyupprättade professuren i dansk litteratur, som avsåg utbildning av de studenter som skulle avlägga skolämbetsexamen. Andersen utövade ett omfattande litteraturvetenskapligt, kritiskt och delvis skönlitterärt författarskap. Han började som filolog. Redan 1887 offentliggjorde han metriska tolkningar av valda Catullus-dikter 1893 följda av en dansk omdiktning av lyriska sånger av Horatius, och i Danske Studier (1893) skrev han om den stilistiska upprepningen, om den sirliga stilen och om den Heibergska skolans naturuppfattning. 
Från och med doktorsavhandlingen Guldhornene (1896) verkade han företrädesvis som litteraturforskare i vidaste mening. Andersen undviker termen litteraturhistoria och ser sin arbetsuppgift i vetenskapen att utforska och konsten att framställa livet i litteraturen. Han söker genomleva det granskade verkets tillkomst, det själstillstånd som det framväxt ur, och dess språkliga utformning. I Guldhornerne försöker han till exempel djärvt rulla upp det 16 timmars samtal med Henrik Steffens, som gjorde Oehlenschläger till nyromantiker. Hans huvudintresse ägnades åt den sistnämnde (Adam Oehelenschläger, 3 band 1899-1900) och Poul Möller (monografi 1894) samt Paludan-Müller (monografi 1910). 
Han gjorde även en rad kortare analyser i Litteraturbilleder (1903 och 1907) samt Kritik (1914). I Bachustoget i Norden (194) skildras den dionysiska anden, såsom den tagit sig uttryck i nordisk litteratur från Bellman och Ewald till Fröding och Karlfeldt. Tider og Typer af dansk Aands Historie är ett storstilat anlagt försök att ge en överblick över den danska litteraturen. Programmet för sin forskning, vilken i Danmark var omstridd, framlade Andersen i Dansk Litteratur, Forskning og Undervisning (1912), vilken skrift även fick inflytande i Sverige. I Knud Sjællandsfars Betragtninger (1902 & 1912) framlades en slags religiösa meditationer.
Andersen utnämndes till hedersdoktor vid Göteborgs högskola 1941. Andersen var även en populär talare och uppläsare av skådespel, och blev som sådan uppskattad i hela Norden. Andersen gjorde flera nordiska föreläsningsturnéer, i första hand med uppläsningar av Holbergs verk och egna tolkningar av desamma. Han var även en engagerad skandinav och gjorde stora insatser för kulturskandinavismen runt sekelskiftet 1900.

## Priser och utmärkelser
- Köpenhamns universitets guldmedalj,  1891[6]
- Dannebrogsmännens hederstecken,  1917[5]
- Holbergmedaljen,  1934[7]
- Storkors av Dannebrogorden,  1946[5]

[Redigera Wikidata]